# Lankama pringeli
Lankama pringeli är en insektsart som beskrevs av Irena Dworakowska 1994. Lankama pringeli ingår i släktet Lankama och familjen dvärgstritar.
Artens utbredningsområde är Sri Lanka. Inga underarter finns listade i Catalogue of Life.